# نور آمانوس (آراغاتسوتن)
مدينة نور آمانوس (بالإنجليزية: Nor Amanos)‏ هي إحدى المدن التابعة لمقاطعة آراغاتسوتن في أرمينيا. يقدر عدد سكانها بـ 826 نسمة حسب الإحصاء الذي جرى عام 2011.